# Human Nature (film, 2001)
Pour les articles homonymes, voir Human Nature.
Pour plus de détails, voir Fiche technique et Distribution.
Human Nature est un film franco-américain réalisé par Michel Gondry, sorti en 2001.

## Synopsis
Lila (Patricia Arquette), une naturaliste jeune et séduisante (mais à la pilosité exubérante), et Nathan (Tim Robbins), un scientifique complexé et obsédé par les bonnes manières, ont perdu foi en la race humaine. Elle a trouvé le repos en allant vivre dans la forêt et en s'entourant d'animaux. Lui mène des expériences sur des souris en espérant rendre les hommes meilleurs. Sur leur route, ils font la connaissance de Puff (Rhys Ifans), un humain qui a grandi seul dans la forêt, et tentent de l'éduquer. Mais Lila va se battre pour préserver l'âme vierge et innocente de cet individu hors norme.

## Fiche technique
- Titre français et original : Human Nature
- Titre québécois : La nature humaine[1]
- Réalisation : Michel Gondry
- Scénario : Charlie Kaufman
- Musique : Graeme Revell
- Photographie : Tim Maurice-Jones
- Montage : Russell Icke
- Décors : K.K. Barrett
- Costumes : Nancy Steiner
- Production : Anthony Bregman, Julie Fong, Ted Hope (en), Spike Jonze et Charlie Kaufman
- Sociétés de production : Fine Line Features, Studiocanal, Good Machine, Beverly Detroit, Partizan et Senator Film Produktion
- Distribution :

France : BAC Films
États-Unis : Fine Line Features / Good Machine
- Pays de production :  France,  États-Unis
- Format : couleur - 1,85:1 - DTS / Dolby Digital - 35 mm
- Genre : comédie dramatique
- Durée : 96 minutes
- Dates de sortie[1] :
  - France : 18 mai 2001 (Festival de Cannes 2001)
  - France : 12 septembre 2001
  - Belgique : 12 novembre 2001
  - États-Unis : 12 avril 2002 (sortie limitée)

## Distribution
- Patricia Arquette (VF : Dorothée Jemma) : Lila Jute
- Tim Robbins (VF : Emmanuel Jacomy) : Dr Nathan Bronfman
- Rhys Ifans (VF : Jean-Pierre Michael) : Puff
- Hilary Duff (VF : Noémie Orphelin) : Lila Jute, jeune
- Rosie Perez (VF : Michèle Buzynski) : Louise, l'esthéticienne
- Miranda Otto (VF : Stéphanie Lafforgue) : Gabrielle
- Peter Dinklage (VF : Patrick Béthune) : Frank
- Mary Kay Place (VF : Marie Martine) : Mme Bronfman, la mère de Nathan
- Robert Forster (VF : Patrick Messe) : M. Bronfman, le père de Nathan
- Miguel Sandoval (VF : Jean-Louis Rugarli) : Wendall, le psychologue
- Anthony Winsick : Wayne Bronfman
- Ken Magee : inspecteur de police
- Sy Richardson (VF : Pascal Casanova) : inspecteur de police
- David Warshofsky : inspecteur de police
- Stanley DeSantis (en) (VF : Richard Leblond) : le docteur
- Toby Huss : le père de Puff
- Bobby Harwell : un membre du congrès
- Daryl Anderson (en) : un membre du congrès
- Bobby Pyle : Puff, jeune
- Chase MacKenzie Bebak : Nathan, jeune
- Angela Little : la serveuse du Chester
- Nancy Lenehan : la mère de Puff

 Source et légende : version française (VF) sur RS Doublage

## Commentaires
Michel Gondry réalise en 2001 ce premier long-métrage, une comédie décalée et cruelle sur l'identité et les relations entre les êtres humains. Ce film est pour Michel Gondry sa première collaboration avec Charlie Kaufman, auteur de ce scénario étrange.
Plusieurs scènes situées en forêt font référence au clip de la chanson Human Behavior, que le cinéaste Michel Gondry avait réalisé pour la chanteuse Björk.

## Production
Le producteur Ted Hope avait été très emballé par le scénario de Charlie Kaufman : « La première chose qui m'a plu, c'est l'audace qu'il avait fallu à Charlie pour coucher cette histoire sur le papier. C'était exactement comme s'il nous avait dit : "Vous croyez qu'il existe des règles sur le genre d'histoires que l'on peut écrire, des règles sur la structure qu'elles doivent avoir, sur ce qui rend un personnage attirant ou non ? Je vais balancer toutes ces règles au panier, tout en démontrant que je peux tout de même répondre à ces questions..." Lorsque j'ai lu son scénario, j'en suis resté bouche bée... Je n'arrivais pas à y croire. J'étais accro. » Le réalisateur Steven Soderbergh voulait adapter le script dès 1996 avec David Hyde Pierce dans le rôle de Nathan Bronfman, Chris Kattan en Puff et Marisa Tomei en Lila Jute. Mais il se concentra sur son projet Hors d'atteinte.
Après le succès rencontré par le film Dans la peau de John Malkovich (1999), également écrit par Kaufman, le studio avait tout d'abord pensé confier la réalisation à Spike Jonze. Ce dernier préféra finalement produire le film et suggéra Michel Gondry pour le poste.

### Casting
Human Nature est le premier film cinéma de l'actrice Hilary Duff, qui n'avait joué jusque-là que dans des téléfilms et des séries télévisées.

### Tournage
Le tournage s'est déroulé à Los Angeles de mai à juillet 2000.
Michel Gondry explique que « pour imprégner l'histoire d'une légère atmosphère de conte de fées, la moitié des décors ont été recréés en studio dans un style semblable à ceux de mes clips et de mes films publicitaires. Selon le moment où l'on se trouve dans l'histoire, la forêt a été filmée sur un plateau de studio, pour les scènes les plus romantiques (...). Pour les moments les plus sombres, nous avons tourné dans une vraie forêt (...). La répétition de la même situation en utilisant deux méthodes de prises de vues différentes crée un contraste évocateur entre la mémoire et la réalité, qui vient renforcer la magie, le côté fable intemporelle du film. »

## Bande originale
- Hair Everywhere, interprété par Patricia Arquette
- Snow, interprété par Marty Roberts et Elayne Roberts
- You, interprété par Marty Roberts et Elayne Roberts
- Me and Bobby McGee, interprété par Tim Robbins
- Fais Do Do, interprété par Miranda Otto
- Waltzes No's 3, 4, 6 & 12, composé par Franz Schubert
- I've Gotta Crow, interprété par Rhys Ifans
- Supper Club Piano, composé par Robert J. Walsh et Leonard Rogowski
- Orpheus & Eurydike, composé par Christoph Willibald Gluck
- Memories of You, composé par Robert J. Walsh
- Allegretto in B Flat Major, composé par Ludwig van Beethoven et interprété par Jean-Michel Bernard (piano), F. Laroque (violon), Jean-Philippe Audin (violoncelle)
- El Internado, interprété par The Sexteto Mayor Orchestra
- Au-dehors frémit la pluie, interprété par Nathalie Lhermitte, Jean-Michel Bernard (piano) et Michel Gaucher (saxo)
- Push My Little Car, interprété par Michel Gondry et Lisa Crook
- La petite étoile de septembre, composé par Marie-Noëlle Gondry
- Here with You, interprété par Patricia Arquette

## Distinctions
- Prix du meilleur film, lors du Festival du film de Munich en 2002[6].
- Prix du meilleur scénario, par la National Board of Review en 2002 (également récompensé pour Adaptation et Confessions d'un homme dangereux).
- Nomination au Grand Prix, lors du Festival international du film de Tokyo en 2001.